# Смочинский, Войцех
Во́йцех Славо́мир Смочи́нский (пол. Wojciech Sławomir Smoczyński; род. 12 марта 1945 в Гловне, около Ловича) — польский языковед, балтист, индоевропеист. Ординарный профессор на кафедре общего и индоевропейского языкознания Ягеллонского университета, с 1996 года руководитель отделения индоевропеистики.
В 1962-67 гг. изучал славистику, литовский язык и готский язык в Варшавском университете. В 1977 г. защитил диссертацию в Ягеллонском университете, в 1986 там же прошёл хабилитацию. В 2000 году получил звание профессора, а в 2002 ординарного профессора.
Автор около 200 статей, 5 монографий и «Этимологического словаря литовского языка» (пол. Słownik etymologiczny języka litewskiego), редактор двух сборников.
Почётный доктор Вильнюсского университета.